# 著力兔歹成台吉
著力兔歹成台吉（?—?），又作著力兔台吉、招力兔台吉，16世纪蒙古右翼多伦土默特部領主，达延汗第四子阿尔苏博罗特之孙，不只吉儿台吉的儿子，多罗土蛮把都儿黄台吉的弟弟。
原与父兄驻牧在山西西北偏关外六七百里之土默川。后来他的牧地被堂伯父俺答汗占据，于是和其弟火落赤西迁。隆庆五年（1571年），明朝和俺答汗达成封贡协议，明朝封他为指挥佥事，与明朝互市于甘肃扁都口。因为长期留居在今甘肃天祝东的松山，于是被称为松山著力兔。经常与瓦剌（卫拉特）交兵。万历二十年（1592年），率兵援助反明的宁夏副总兵哱拜，攻进镇北堡、李刚堡等处。明朝将领李如松、麻贵将他击败，他通过贺兰山，退回塞外，松山著力兔有五个儿子，包括哑班台吉、失甲班台吉。